# 더비 박물관과 미술관
더비 박물관과 미술관(Derby Museum and Art Gallery)은 1879년에 설립되었으며, 더비 중앙 도서관과 함께 리처드 닐 프리만(Richard Knill Freeman)이 설계한 새로운 건물로, 마이클 토마스 베스에 의해 더비에 세워졌다. 더비의 조지프 라이트의 그림들이 전시되고 있으며, 도자기 회사인 로얄 크라운 더비에서 만든 것과 더비와 그 주변 지역에서 나온 많은 수의 도자기도 전시되고 있다. 그 밖에도 고고학, 자연사, 지질학과 군사 관련 유물들이 전시된다. 미술관은 1882년에 개관하였다.

## 역사
박물관의 유래를 거슬러 올라가면 1836년 2월 10일에 "더비 타운 및 컨트리 박물관과 자연사 모임"이 구성되는 순간을 그 시작으로 볼 수 있다. 이 모임은 풀 스트리트 퍼블릭 베스가 제공한 건물에 자리잡았지만 사적인 모임이었기 때문에 구성원들이 낸 기부금으로 유지되었다. 이 모임이 소장한 첫 번째 유물은 더비 철학 모임의 회장이었던 포레스터 박사가 기증한 것이었다. 박물관 모임의 후원자는 윌리엄 카벤디쉬, 6대 데번셔 공작(William Cavendish, 6th Duke of Devonshire)이었고, 모임의 회장은 조지 하퍼 크루 경, 8대 준남작(Sir George Harpur Crewe, 8th Baronet)으로 그는 훌륭한 박물학자이었다. 군인이자 관료이었던 조지 골러(George Gawler)는 광물의 수집물과 그가 남부 오스트레일리아의 총독이었던 시절에 수집한 알바트로스를 비롯한 이국적인 신종 새들을 기증하였다. 1839년에는 조지프 스트럿의 수집품이 많이 포함된 전시회가 기계공 협회(Mechanic's institute)에서 열렸다. 이 전시회에 나온 많은 물품들이 더비 박물관의 소장유물이 되었다. 모임은 1840년에 빅토리아 거리의 문예 클럽으로 장소를 옮겼다. 이 모임의 소장유물은 1856년에 더 늘어나게 되었고, 그들에게 처음으로 후원을 제의한 회사는 윌리엄 문디이었지만 그들이 거절하였다.
1857년에 루엘린 주잇이 모임의 간사가 되었고 박물관은 토요일 오전에 일반 대중에게 방되었다. 1858년에 더비 철학 모임은 더비의 워드윅으로 이사를 갔고 동시에 "더비 타운 및 컨트리 박물관과 자연사 모임"으로 불리던 모임과 합병되었다. 이러한 합병의 결과로 철학 모임이 갖고 있던 4000권의 책과 수학적이고 과학적인 기구들과 수집한 화석들이 박물관 쪽으로 옮겨오게 되었다. 1863년에 식물학자인 알렉산더 크로알은 처음으로 임명된 도서관원이자 학예 책임자이었으며 이듬해에는 박물관과 도서관이 함께 결합되었다. 크로알은 1875년에 떠났고 스미스 연구소의 학예 책임자가 되었다.
더비 타운 및 컨트리 박물관은 결국 1870년에 더비 법인의 소유가되었지만, 소장유물을 전시할 공간을 확보하는 일에 어려움을 겪었다. 모든 물품을 저장고에 삼년 동안 넣어둔 후에 박물관은 1879년 6월에서야 문을 열었다. 미술관은 1882년에 문을 열었고 1883년에는 박물관의 조명을 위해서 전기가 공급되었다. 1936년에 앨프레드 E. 굳디는 자신이 50년동안 모은 예술품을 박물관에 기부하였다. 그는 1945년에 세상을 떠났고, 그가 남긴 일만 삼천 파운드는 박물관을 확장하는 데 사용되었다. 이 때 확장된 건물이 현재의 박물관으로, 1964년에 완공된 건물이다. 2010-11년에 옛 건물과 새 건물을 새로 단장하였다.

## 더비와 계몽주의의 관계

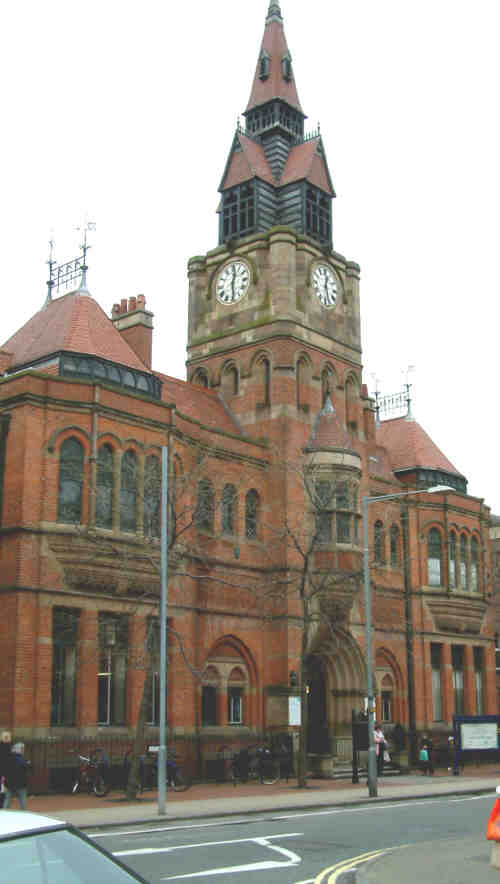
1876년도 건물로 오늘날에는 대개 더비 중앙 도서관이지만 새로운 건물로 인해 경계선이 바뀌었다.

더비는 과학과 철학이 당시를 지배하던 왕권신수설에 도전하던 18세기 계몽주의시대에 중요한 역할을 했던 공간이었다. 계몽주의에는 여러 측면이 있었는데 주로 철학자 데이비드 흄을 중심으로 하는 철학적인 "스코틀랜드의 계몽주의"와 마침내 프랑스 혁명을 일으킨 정치적인 변화들을 포함하였다. 하지만 영국 중부지역은 산업과 과학에서 동시에 중요한 여러 인물들이 있었던 곳이었다. 유명한 달의 모임(Lunar Society)에는 이래즈머스 다윈, 매슈 볼턴, 조지프 프리스틀리, 조시아 웨즈우드가 함께 했고 미국으로부터 벤저민 프랭클린이 호응하였다. 이래즈머스 다윈은 찰스 다윈의 할아버지로, 그가 1783년에 더비로 이사를 왔을 때에 더비 철학 모임을 시작했다. 이 모임은 더비에 최초의 도서관이 설립되는데 도움을 주었다.
명암을 잘 활용하는 것으로 유명한 더비의 조지프 라이트가 그린 그림의 일부에는 달의 모임 구성원들이 등장한다. 더비 박물관은 300점이 넘는 라이트의 스케치를 갖고 있으며, 34점의 유화와 관련 문서들을 소장하고 있다. 그 중 하나는 제목이 철학자의 돌을 찾는 연금술사 (1771)이며 이 그림은 1669년에 독일 연금술사인 헤닝 브란트가 인(燐)의 성분을 발견하는 장면을 묘사하고 있다. 많은 양의 오줌이 들어있는 플라스크를 가열하자 인 성분에 의한 불꽃으로 빛이 나오고 있다. 인은 오줌에 많이 함유되어 있으며 공기 중에서 자연발생적으로 발화되기도 한다.

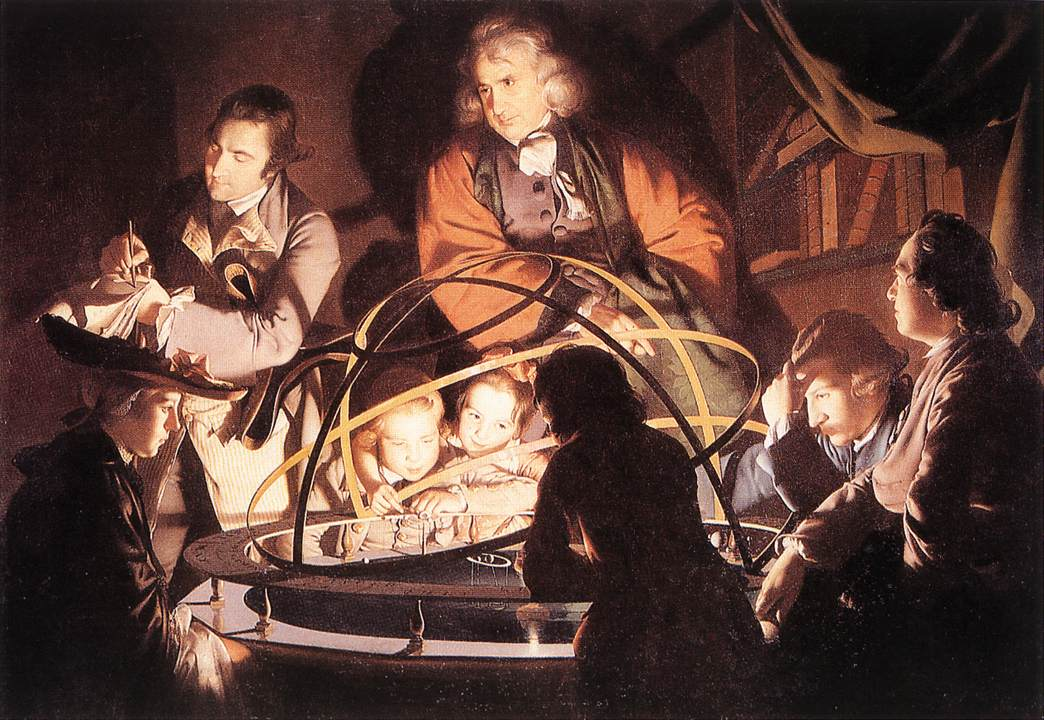
태양계의(太陽系儀)를 강의하는 철학자, 조지프 라이트 그림, 1766년

태양계의(太陽系儀)를 강의하는 철학자는 태양 주위를 도는 행성들의 운동을 설명하는 초기의 방법을 보여주며, 실제 태양계의(太陽系儀:태양계의 행성운동을 보여주는 모형장치)는 그림 앞 미술관 중앙에서 전시되고 있다. 스코틀랜드 과학자이자 천문학자이며 강사이었던 제임스 퍼거슨은 더비에서 연속 강의를 1762년 7월에 시작했다. 그들은 1760년에 출간된 퍼거슨의 책 역학, 유체 정역학, 기력학, 광학 등에서 선별 주제 강의를 교재로 썼다. 강의 내용을 설명하기 위해서 퍼거슨은 여러 가지 기계와 모형과 기구를 활용하였다. 라이트는 가능한 만큼 퍼거슨의 강의에 참석했고, 그의 가까운 이웃으로 시계공이자 과학자이었던 존 화이트허스트에게서 특별히 부탁해 표를 구하기도 했다. 예술가는 태양계 모형과 그것의 기능에 대해 좀 더 많이 알 수 있도록 화이트허스트의 실질적인 지식을 그림으로 그렸다.

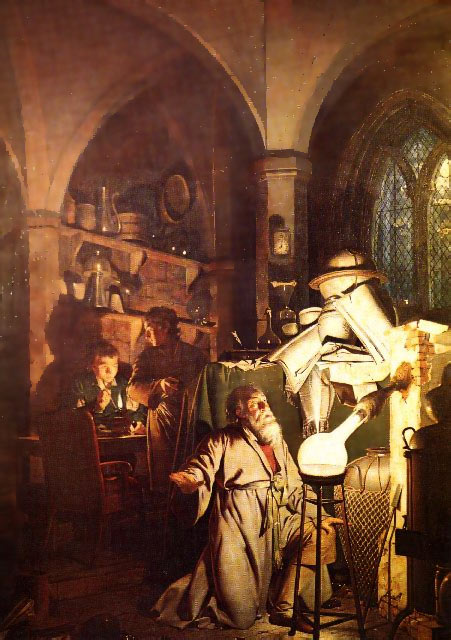
철학자의 돌을 찾는 연금술사, 조지프 라이트 그림, 1771년

## 조지프 라이트 그림의 중요성
이 사실화들은 은유적인 의미를 담고 있는 것으로 여겨진다. 예를 들어서 기도하는 모습 앞에서 인의 빛이 뿜어져 나오는 모습은 신앙에서 고학적인 이해와 계몽주의로의 문제적인 전환을 상징하며, 새 주변에 있는 공기 펌프에 대한 여러 표현들은 다가오는 과학 시대에 가능한 잔인한 행위에 대한 우려를 가리키고 있다. 이 그림들은 당시 서구 유럽 사회에서 종교 권력의 토대를 침식시키기 시작한 과학적 연구에 대한 흥미로운 관점을 표현하고 있다.

## 다른 예술가들
라이트 소장유물에는 윌리엄 프레데릭 오스틴, 에른스트 엘리스 클라크, 해롤드 그레슬리, 알프레드 존 킨, 조지 베일리, 윌리엄 에드윈 모슬리, 데이비드 파인 (예술가), 조지 터너, 윌리엄 우드, 에른스트 타운센드, 조지 프렌시스 야넬, 새뮤얼 라이너, 루이스 라이너의 작품이 포함되어 있다.

## 같이 보기
- 더비 박물관과 미술관의 소장유물
- 더비 산업 박물관
- 더비 QUAD
- 더웬트 계곡 제조소
- 더비셔의 박물관 목록